# ویناریتسه (ناحیه ملادا بولسلاف)
ویناریتسه (به چکی: Vinařice) یک منطقهٔ مسکونی در جمهوری چک است که در ناحیه ملادا بولسلاو واقع شده‌است.